# Війна Контестаду
Війна́ Контеста́ду (порт. Guerra do Contestado) — селянське повстання у південній Бразилії, що розгорнулось у 1912–1916 роках в області Контестаду (порт. contestar — сперечатись), яка оскаржувалась штатами Парана й Санта-Катаріна.
Повстання було спрямовано проти повторної колонізації регіону, великих латифундистів, федерального контролю й засилля іноземного (в першу чергу американського) капіталу.
Війна мала дві фази: доволі повільну партизанську боротьбу у 1902–1911 роках та більш активну, криваву війну 1912–1916 років. Одночасно з цими подіями у всій Бразилії відбулась низка військових та цивільних заколотів. Селянська війна в Бразилії дещо вплинула на Португальську революцію 1910 року. Під час війни було спалено близько 9 мільйонів будівель та загинуло близько 20 тисяч осіб. Цей конфлікт став другим за кількістю жертв в історії Бразилії після придушення повстання Канудус.

## Передісторія

### Релігійні передумови
Як і війна Канудус, повстання в Контестаду мала релігійне забарвлення. 1895 року в цьому районі з'явився чернець Жуан Марія, який у своїх проповідях оголосив селянам, що після смерті він повернеться на землю й тоді зникнуть чума, голод і війни. 1900 року Жуан Марія помер, та невдовзі в Контестаду з'явився чернець Жозе Марія, який називав себе братом Жуана Марії. Він почав відкрито закликати селян до збройного повстання.

### Зародження руху

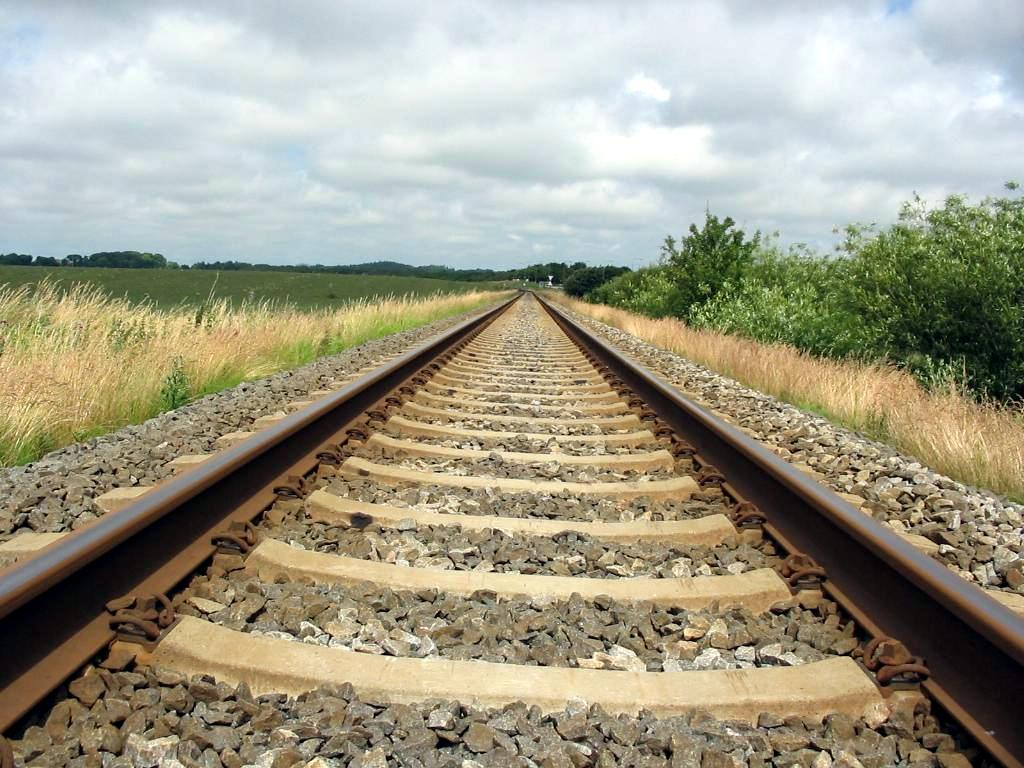
Залізниця Сан-Паулу — Ріу-Гранді-ду-Сул, будівництво якої стало однією з причин повстання

Стихійні селянські заворушення в Контестаду почались 1902 року. Економіка області ще з часів португальської колонізації базувалась на розведенні домашньої худоби. Багатство та влада були зосереджені в руках кількох латифундистів (колонелс), які роздавали свої пасовища в оренду напівзалежним селянам-пеонам низького соціального положення.
Але при просуванні вглиб штату значна частина земель все ще залишалась «неосвоєною», що приваблювало сюди переселенців з усієї Бразилії та інших країн. Першими передумовами до повстання послужили сутички переселенців з місцевими селянами, юридична суперечка між штатами Санта-Катаріна й Парана щодо приналежності Контестаду, а також будівництво залізниці Сан-Паулу — Ріо-де-Жанейро для експорту сировини. Найманими працівниками, які будували колію, були в основному емігранти з Європи, переважно італійців, що додало конфлікту елементу іноземної колонізації. Федеральний уряд, додержуючись негласної політики «расового відбілювання», заохочував так звану «вторинну колонізацію» Бразилії переселенцями з Європи. На той час бразильськими селянами були організовані перші партизанські загони, які своїми раптовими вилазками постійно турбували переселенців і будівників.
1910 року через прикордонні сутички з Аргентиною бразильська влада прискорила будівництво залізниці, різко збільшивши чисельність іноземних будівельників до 8 тисяч чоловік. Активізувалась масова вирубка лісів і виселення селян. Латифундисти почали отримувати набагато більші відсотки, віддаючи свої землі залізничним та експортним американським компаніям. Багато великих землевласників відмовились чи різко скоротили традиційну оренду землі селянам у межах раніше загальноприйнятого «патронату». Більше того, посилилась конкуренція з боку дешевої робочої сили іммігрантів. Це позбавило селян не тільки землі, але й можливості батрачити. Багато хто виявився приреченим на голодну смерть.

## Перебіг повстання

Прапор повстанців

### Селянська війна
Перші крупні сутички повстанців з урядовими військами почались у жовтні 1912 року. Селяни з околиць почали стікатися до посиленого табору повстанців Такуапусу. 22 жовтня повстанці, чисельність яких різко зросла, розгромили першу велику каральну експедицію урядових військ. У цій битві загинув лідер повстання Жозе Марія. Однак його послідовники відмовились вірити у смерть вождя, віруючи у надприродну допомогу та сподіваючись на його нову появу у скрутні часи. Напади повстанців на залізничні станції набули масового, організованого, рішучого та непримиренного характеру, перетворившись на справжню громадянську війну селян проти уряду й латифундистів.
Після перемоги повстанців над другою каральною експедицією повстанці організували армію Святого Жозе Марії, а одного зі своїх вождів проголосили «імператором Південно-бразильської монархії». Незважаючи на використання артилерії, подальші спроби урядових військ придушити повстання успіху не мали. До того ж увагу федерального уряду дещо відволікла Перша світова війна.

### Розгром повстання
1915 року влада пішла на радикальні заходи: для придушення повстання до Контестади була відряджена 6-тисячна армія з артилерією, кулеметами, польовими телефонами й телеграфом. Тоді ж урядові війська вперше в історії Бразилії задіяли військову авіацію. Однак придушення повстання залишалось повільним і складним. Багато військовиків також походили з селян та будучи невдоволеними низькою зарплатнею та армійськими приниженнями, часто симпатизували повстанцям.
Проте у підсумку стихійність та неорганізованість повстання зумовили його поразку. 1914 року урядовим військам удалось захопити табір повстанців Такуапусу. 15 травня 1915 року здався укріплений табір Санта-Марія. До серпня 1916 року опір повстанців було остаточно зламано. Спроба селян під керівництвом ченця Жезуса ді Назарі в червні 1917 року відновити повстання успіху не мала.